# Arraute
Pour les articles homonymes, voir Arraute.
Arraute est une ancienne commune française du département des Pyrénées-Atlantiques. Le 27 juin 1842, la commune fusionne avec Charritte pour former la nouvelle commune d'Arraute-Charritte.

## Géographie
Le village fait partie du pays de Mixe, dans la province basque de Basse-Navarre.

## Toponymie
Le toponyme Arraute, mentionné dès le XIIe siècle (cartulaire de Sorde), apparaît sous les formes 
Araute (1350), 
Arrauta (1513, titres de Pampelune) et 
Arrueta (1621, Martin Biscay).
Marie-Thérèse Morlet  propose pour la forme voisine Arreau, un toponyme avec le sens de « jardin entourant la maison ».
Son nom basque est Arrueta.
Éliçaïcine et Élicetche sont deux fiefs du royaume de Navarre, présents sur Arraute, cités par le dictionnaire de 1863.

## Démographie
Le recensement à caractère fiscal de 1412-1413, réalisé sur ordre de Charles III de Navarre, comparé à celui de 1551 des hommes et des armes qui sont dans le présent royaume de Navarre d'en deçà les ports, révèle une démographie en forte croissance. Le premier indique à Arraute la présence de sept feux, le second de vingt-deux feux (seize + six feux secondaires).
Le recensement de la population de Basse-Navarre de 1695 dénombre 80 feux à Arraute.
| 1793 | 1800 | 1806 | 1821 | 1831 | 1836 |
| ---- | ---- | ---- | ---- | ---- | ---- |
| 417  | 284  | 389  | 561  | 549  | 561  |

## Culture et patrimoine

### Patrimoine religieux
L'église Saint-Pierre d'Arraute date du XIXe siècle. Elle est inscrite à l'Inventaire général du patrimoine culturel.

## Pour approfondir